# تپه ساری
تپه ساری مربوط به احتمالاً دوران‌های تاریخی پس از اسلام است و در شهرستان کوهدشت، بخش مرکزی، دهستان کوهدشت جنوبی، روستای ساری واقع شده و این اثر در تاریخ ۲۳ بهمن ۱۳۸۵ با شمارهٔ ثبت ۱۷۱۹۴ به‌عنوان یکی از آثار ملی ایران به ثبت رسیده است.